# Limenitis bifasciata
Limenitis bifasciata är en fjärilsart som beskrevs av Friedrich Wilhelm Niepelt 1914. Limenitis bifasciata ingår i släktet Limenitis och familjen praktfjärilar. Inga underarter finns listade i Catalogue of Life.